# Varstu (plaats)
Varstu (Duits: Warsto) is een plaats in de Estlandse gemeente Rõuge, provincie Võrumaa. De plaats heeft de status van vlek (Estisch: alevik).
Tot in oktober 2017 was Varstu de hoofdplaats van de gemeente Varstu. In die maand ging de gemeente Varstu op in de gemeente Rõuge.

## Bevolking
De plaats had 330 inwoners op 31 december 2011 en 328 inwoners op 31 december 2021.

## Ligging
De plaats ligt aan de rivier Mustjõgi. Bij Varstu komt de beek Raudsepa oja in de Mustjõgi uit. In de beek ligt het stuwmeer Varstu paisjärv. Bij Varstu ligt ook een klein vliegveld.

## Geschiedenis
Varstu werd voor het eerst genoemd in 1561 onder de naam Warste als nederzetting op de landerijen van het Russisch-orthodoxe klooster van Petsjory. In 1627 lag Varstu op het landgoed van Vana-Roosa (Duits: Rosenhof).
In 1855 kreeg Varstu een Russisch-orthodoxe kerk, gewijd aan Johannes de Doper. De kerk heet Mõniste-Ritsiku Ristija Johannese kirik (Mõniste naar een buurdorp; Ritsiku is de straat waaraan de kerk ligt) en is opgetrokken uit hout met een tinnen dak. De kerk heeft veel gedaan voor het onderwijs in de streek en had tot 1931 een eigen parochieschool. De parochie is aangesloten bij de Estische Apostolisch-Orthodoxe Kerk. In de omgeving ligt het kerkhof Ritsiku kalmistu.
In 1976 kreeg Varstu de status van vlek (alevik). De plaats telde toen 580 inwoners.

## Foto's

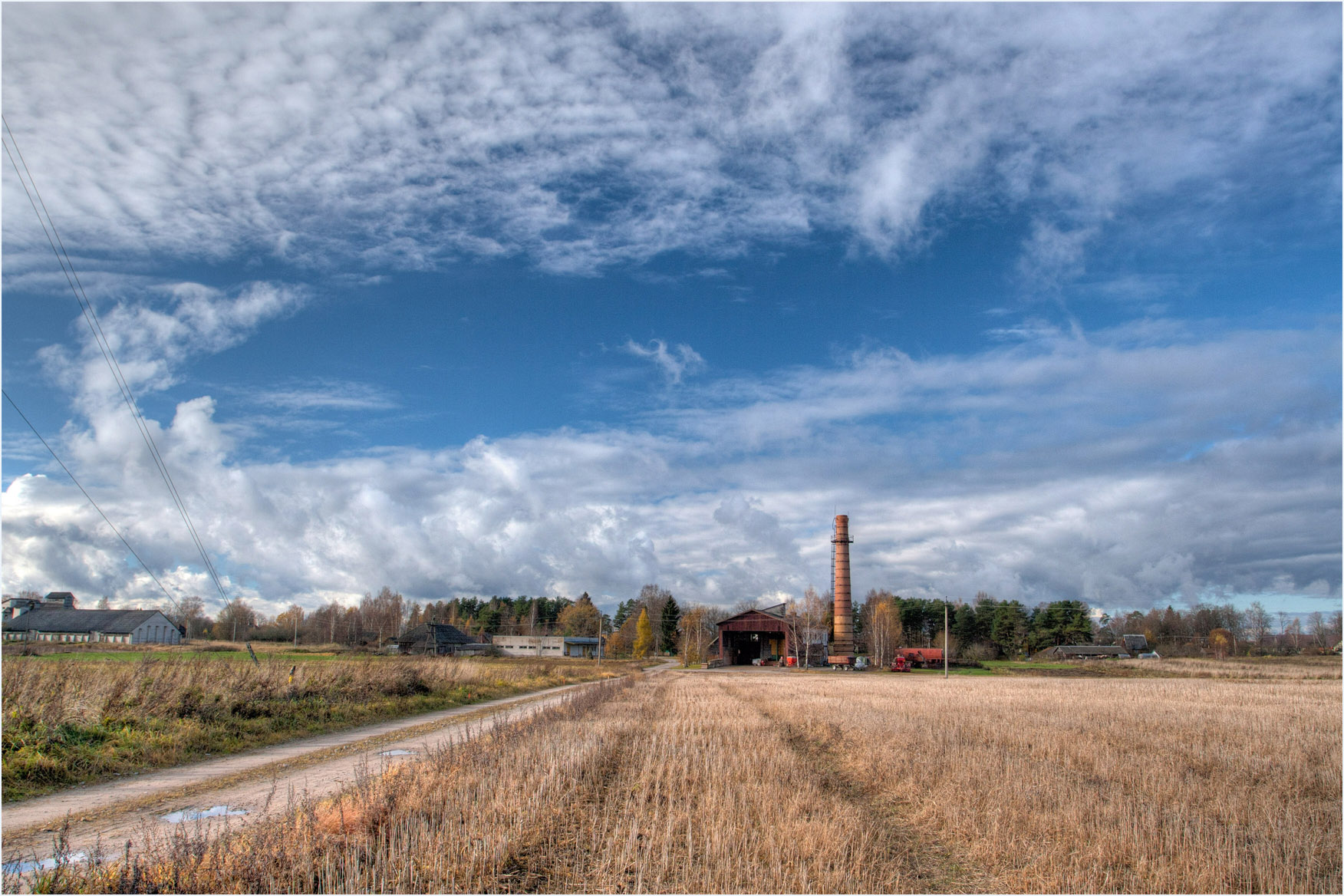
Het buitengebied van Varstu
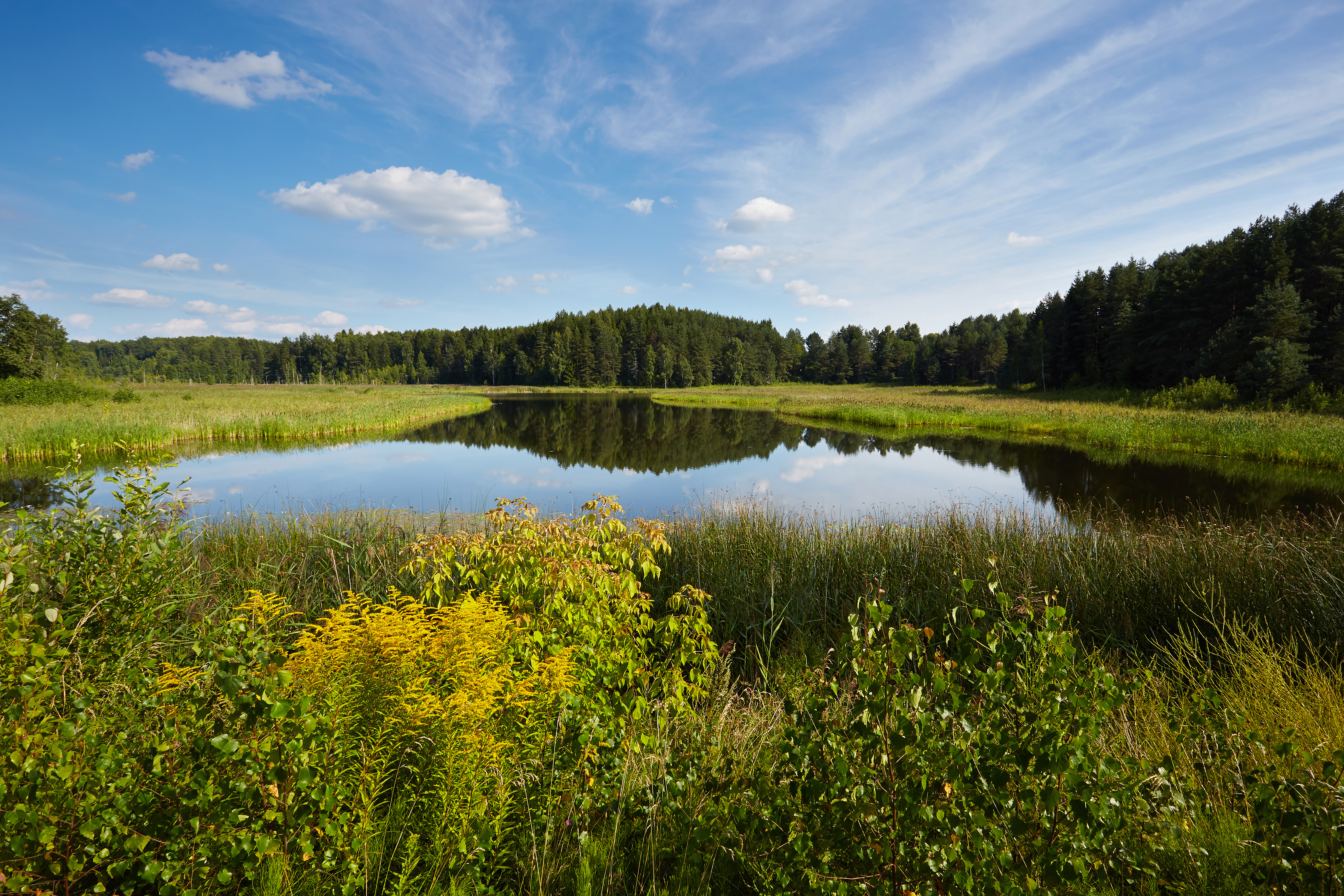
Varstu paisjärv
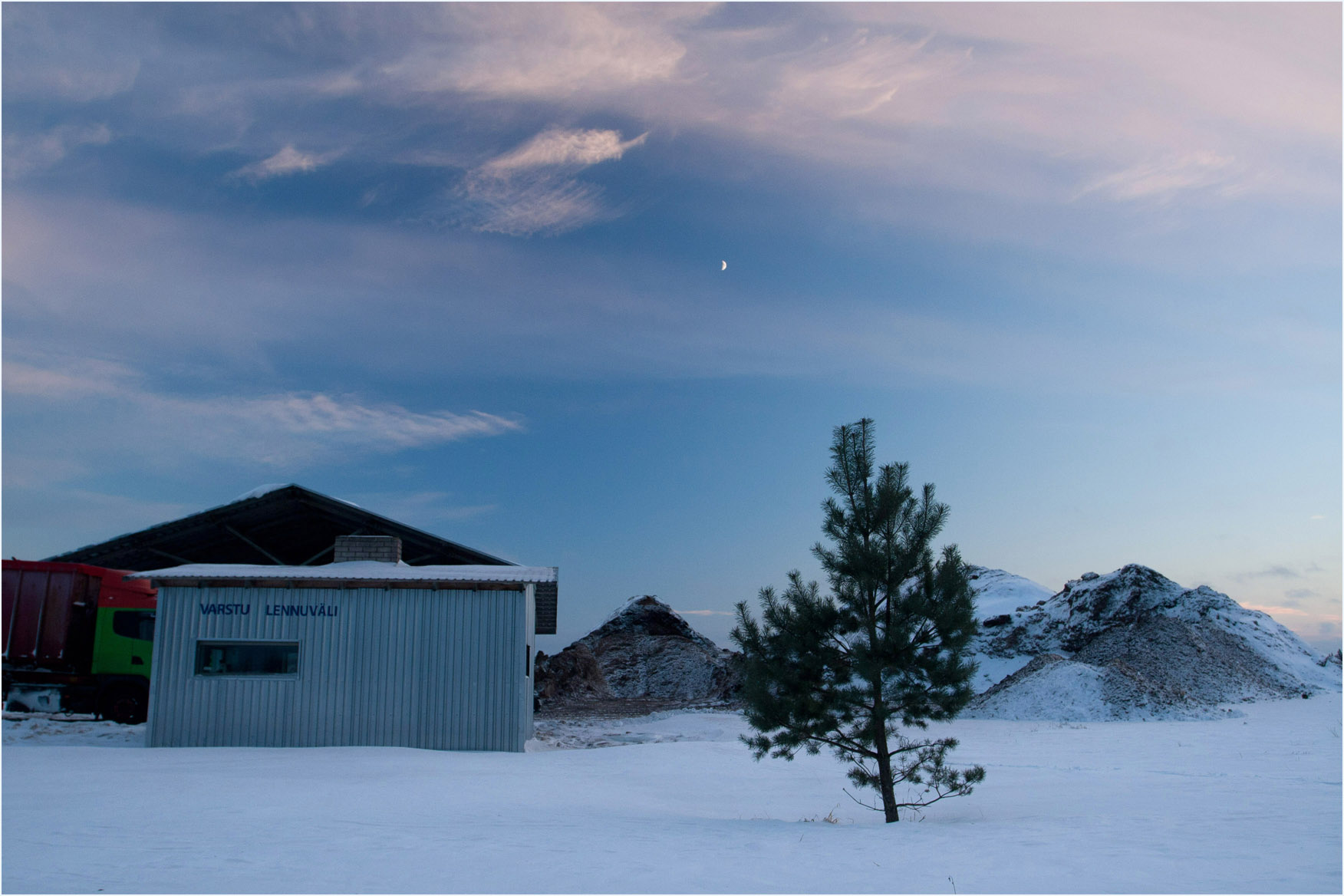
Het vliegveld in de winter
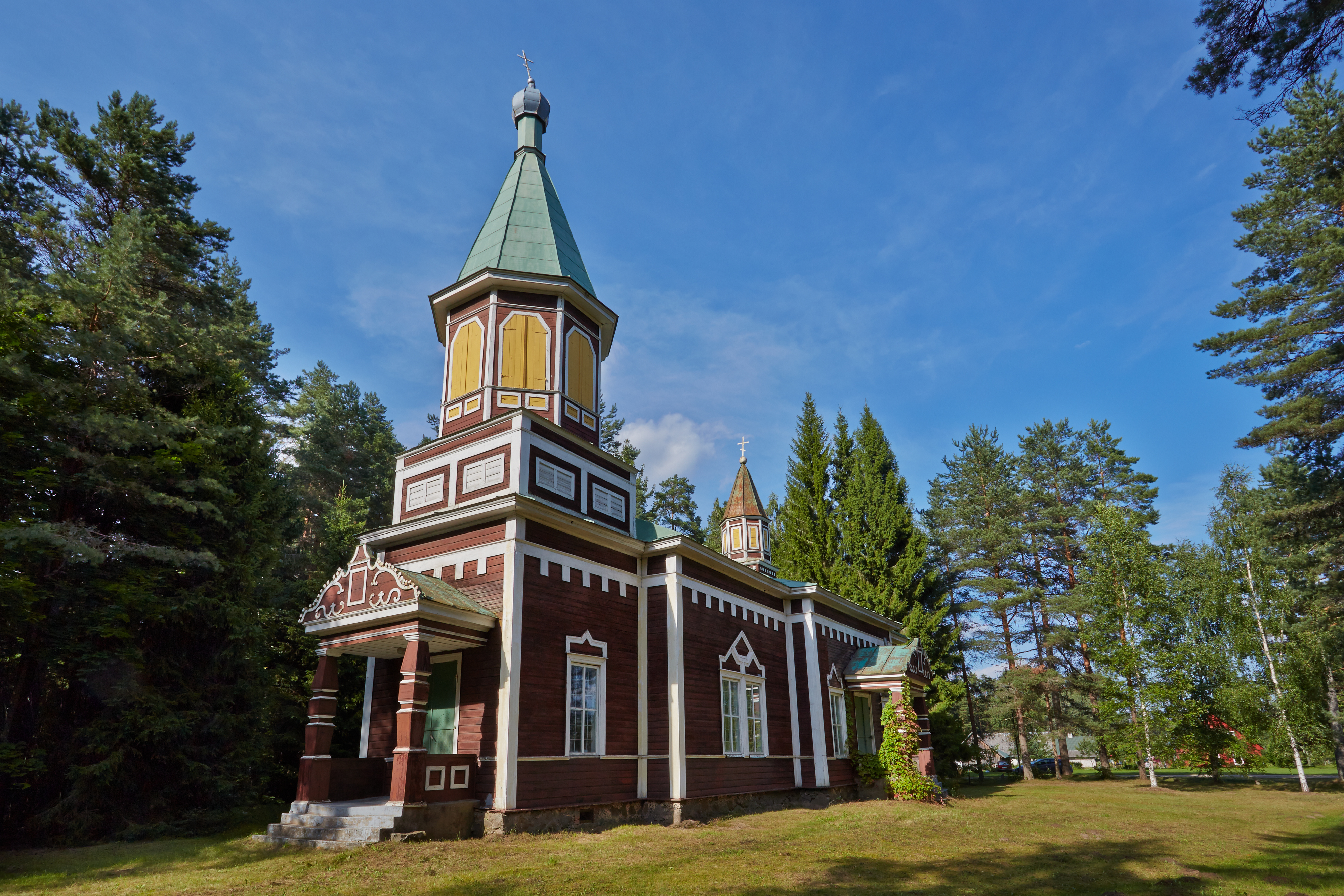
De Mõniste-Ritsiku kirik
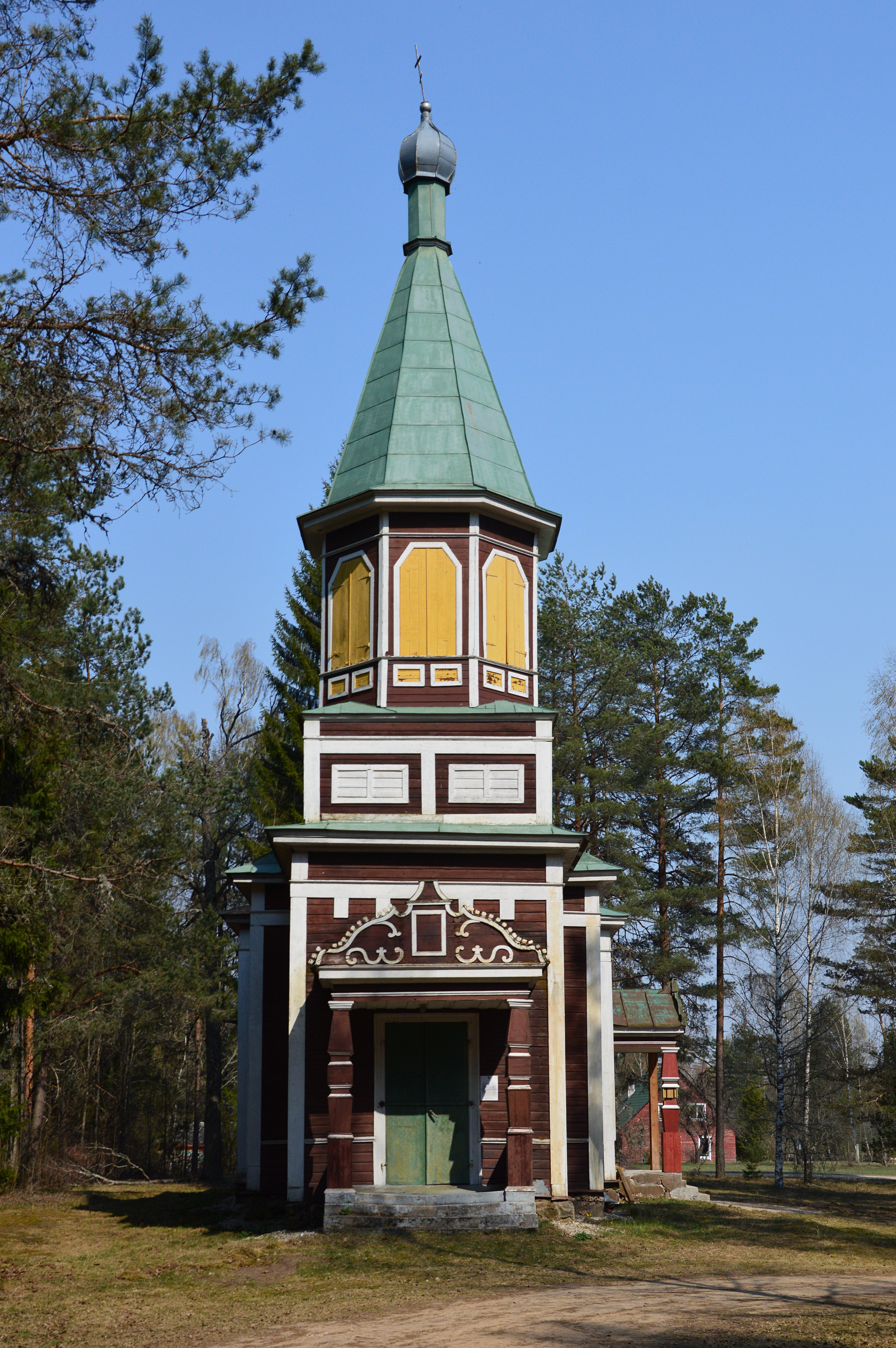
De toren
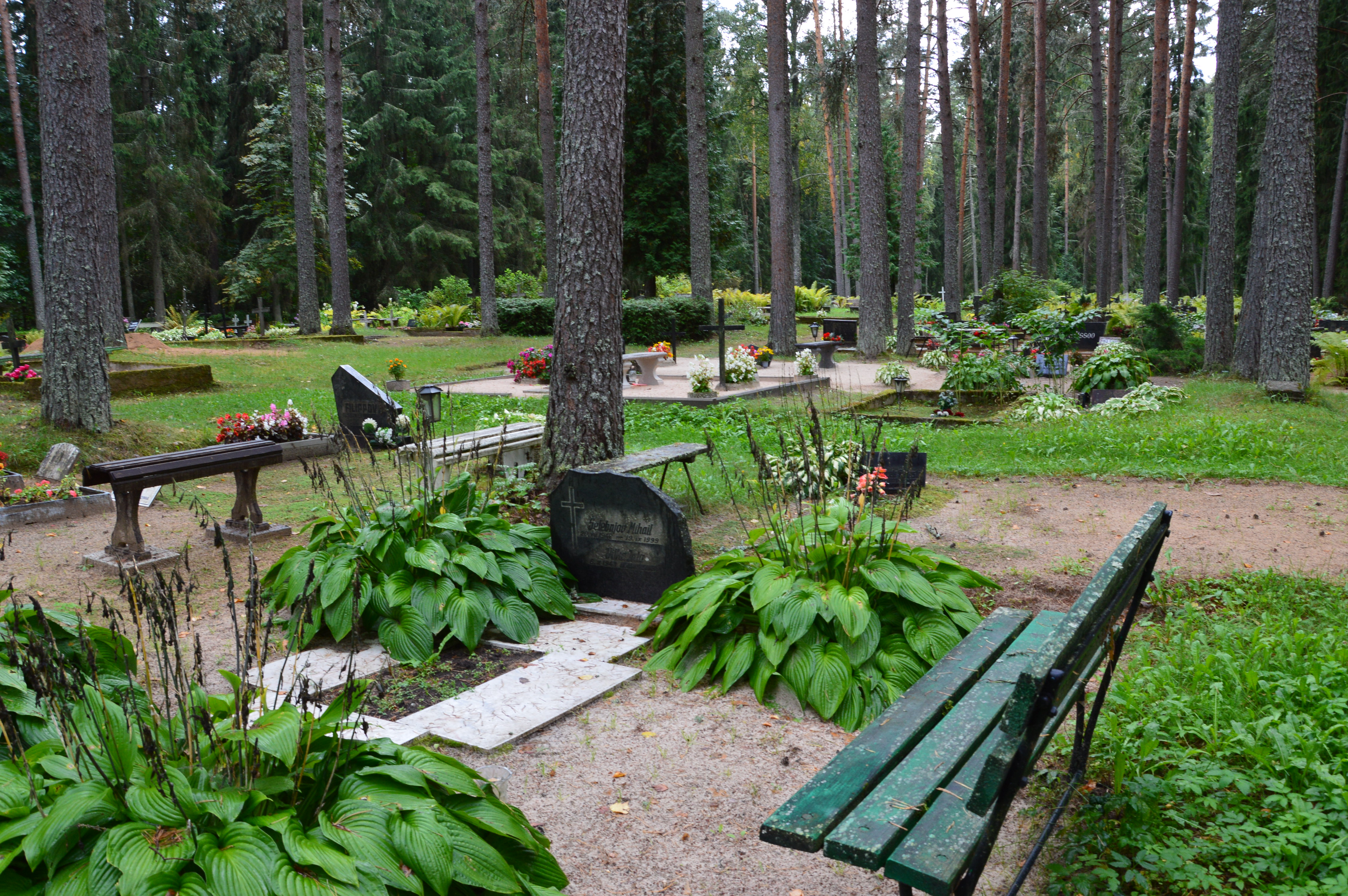
Het kerkhof Ritisiku kalmistu